# Урдарі
Урдарі (рум. Urdari) — село у повіті Горж в Румунії. Адміністративний центр комуни Урдарі.
Село розташоване на відстані 225 км на захід від Бухареста, 26 км на південь від Тиргу-Жіу, 66 км на північний захід від Крайови.

## Населення
За даними перепису населення 2002 року у селі проживали 1606 осіб, усі — румуни. Усі жителі села рідною мовою назвали румунську.